# Atlantic Corridor

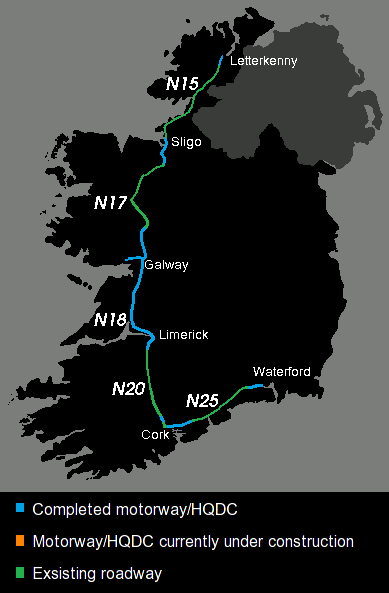
Mappa del progetto Atlantic Corridor

L'Atlantic Corridor, conosciuto anche come Atlantic Motorway è un progetto stradale della Repubblica d'Irlanda. Fu avviato nel 2005 con lo scopo di collegare Letterkenny a Waterford mediante una strada unica a doppia carreggiata in ambo i sensi di marcia. La scadenza prevista per la realizzazione del progetto fu originariamente fissata per la fine del 2015, tuttavia la crisi economica del 2008 ha portato al ridimensionamento dell'opera e a notevoli ritardi nella realizzazione dei lavori. Attualmente non è presente una scadenza ultima del progetto.

## Strade incluse nel progetto
Il piano originale prevedeva l'inserimento completo delle seguenti strade statali primarie:
- N15 da Letterkenny a Sligo
- N4 da Sligo a Collooney
- N17 da Collooney a Tuam
- M17 da Tuam a Galway
- N18 da Galway a Limerick
- N20 da Limerick a Cork
- N25 da Cork a Waterford

## Tratti completati
Sono stati attualmente completati i seguenti tratti
- N4 da Colloney a Sligo
- N15 Ballyshannon/Bundoran bypass
- Bypass di Tuam sulla N17
- M17 da Galway a Tuam
- N18 da Galway a Limerick
- N20 da Limerick a Patrickswell
- N20 da Blarney a Cork
- Bypass di Waterford sulla N25
- N25 da Cork a Midleton.